# The Escapist
The Escapist är en webbmagasin med primär inriktning på datorspel, men även på filmer, tecknade serier och TV-serier. Tidningen grundades 2005 och har vunnit flera priser.